# Transaction processing facility
Pour les articles homonymes, voir TPF.
Transaction processing facility (TPF - Dispositif de traitement de transactions) est un système d'exploitation développé par IBM pour sa famille de serveurs mainframes S/360 et S/390.
TPF est une évolution d'ACP (Airline Control Program ou Programme de contrôle pour compagnie aérienne), un système développé conjointement par IBM et plusieurs compagnies aériennes nord-américaines et européennes au milieu des années 1960, notamment American Airlines, fondateur de Sabre. En 1979, IBM décide de commercialiser ACP sous le nom plus générique de TPF. Parmi les utilisateurs actuels de TPF on compte des compagnies aériennes (British Airways, Qantas, KLM, Alitalia), de réservation de voyage (SNCF, Sabre, Galileo), ou encore des établissements bancaires (VISA).
TPF a été conçu pour traiter très rapidement d'importants volumes de transactions provenant d'un large réseau de terminaux géographiquement dispersés. Les plus grands systèmes au monde basés sur TPF, en exploitant plusieurs serveurs IBM en parallèle, sont capables de traiter plusieurs centaines de milliers de transactions par seconde, voire plusieurs millions. TPF a également été conçu pour la haute disponibilité et peut fonctionner en continu 24h sur 24, 365 jours par an.
Les applications pour TPF ont été longtemps développées uniquement en langage assembleur ou en SabreTalk, langage spécifique aujourd'hui disparu, mais les dernières versions disposent de compilateurs C et C++.
La plupart des systèmes TPF sont associés à d'autres serveurs utilisant les systèmes d'exploitation MVS ou VM d'IBM afin d'assurer les tâches pour lesquelles TPF n'est pas adapté (traitements de longue durée par exemple), ou pour héberger les activités de développement et de maintenance des applicatifs qui seront ensuite exploités sous TPF.